# … und das ist die Hauptsache!?
… und das ist die Hauptsache!? ist eine deutsche Filmkomödie aus dem Jahre 1931 von Joe May mit Nora Gregor und Harry Liedtke in den Hauptrollen eines vornehmen Ehepaares auf Abwegen.

## Handlung
Werner und Renée Roettlinck sind ein feines Ehepaar und entstammen den so genannten „besseren Kreisen“. Er ist ein angesehener Generaldirektor, sie ganz „Grande Dame“ von distinguiertem Habitus und Erscheinung. Beide haben einen kleinen Sohn namens Peterle. Als beide Eheleute gemeinsam zur Karnevalszeit im Februar einen entsprechenden Ball aufsuchen, zu dem das Ehepaar anonym freie Eintrittskarten zugeschickt bekam, brauchen sie ein wenig Zeit, um auf dem Fest aufzutauen und sich dem turbulenten Treiben anzuschließen. Die kesse und äußerst anschlussfreudige Pixi, die weit weniger Hemmungen als die Roettlincks kennt, ist bereits in Stimmung und beginnt ungeniert mit dem Herrn Direktor zu flirten. Dessen vornehme, distanzierte Gattin will diese eine Nacht darüber hinwegsehen und gibt Werner dafür eine Art Freifahrtschein. Es stellt sich heraus, dass die Eintrittskarten von Pixi stammen.
Renée bleibt anfänglich auch weiterhin merkwürdig steif und fühlt sich unwohl, wenn andere, ihr fremde Männer sie zum Tanz auffordern. Ihr Gatte sagt ihr jedoch, dass auch sie sich heute Nacht „gehen lassen“ könne und dies keine Auswirkung auf beider Ehe haben sollte. Während sich Gatte Werner mit der lebenslustigen Pixi köstlich amüsiert, lernt Renée einen waschechten Fürsten kennen, der ihr rasch den Hof macht. Als sie Werners und Pixis Treiben aus der Ferne missmutig zur Kenntnis nehmen muss, beschließt Renée, sich den Abend nicht verderben zu lassen, und lässt sich auf das Flirtspiel mit dem Hochadeligen, der über tadellose Manieren verfügt, ein. Der hat in seinem Hotelzimmer bereits ein feines Diner auffahren lassen, zu dem sich Renée gern einladen lässt.
Künstlerin Pixi hat Werner in ihr Atelier mitgenommen, um dort weiterzufeiern. Plötzlich fällt Werner ein, dass er seine Frau, ohne ein Wort zu sagen, auf dem Ball zurückgelassen hat. Als er spät abends daheim anruft, muss er feststellen, dass Renée noch immer abgängig ist. Werner ahnt, dass er mit Pixi vielleicht zu weit gegangen ist, und macht sich ernsthaft Sorgen über den Verbleib seiner Gattin. Auch der Fürst, der sich rasch als Hochstapler herausstellt, der es auf ihre Juwelen abgesehen hat, kommt bei Renée trotz noblem Habitus, Abendessen und Sekt nicht wirklich weiter. Die alten Hemmungen in Renée melden sich nämlich zurück, und je weiter die Nacht fortschreitet, desto gehemmter und versteifter wird sie. Ehe der aalglatte Schurke lange Finger machen kann, erscheint auch schon die Polizei, die im Nebenzimmer bereits auf die Heimkehr des hochstapelnden „Fürsten“ gewartet hat, um selbigen dingfest zu machen. Für Renée und Werner Roettlinck endet diese Erfahrung darin, dass sich die beiden noch immer mehr lieben als gedacht, und das ist die Hauptsache …

## Produktionsnotizen
… und das ist die Hauptsache!? entstand zwischen dem 20. Januar und dem 15. Februar 1931 in den UFA-Ateliers von Neubabelsberg und wurde am 23. März 1931 in Berlins Gloria-Palast uraufgeführt. Die Wiener Premiere erfolgte Anfang August desselben Jahres. Dort hieß der Film Eine tolle Ballnacht.
Helmut Schreiber übernahm die Produktionsleitung und die Regieassistenz, Otto Hunte entwarf die Filmbauten. Viktor Eisenbach war Aufnahmeleiter. Walter Tjaden kümmerte sich um den Ton. Fritz Rotter schrieb die Musiktexte.

## Musik
Folgende Musiktitel wurden gespielt:
- Manchmal möchte’ man so gern
- Nur meine Leidenschaft, die macht mich so beliebt

Diese Lieder erschienen im Alrobi-Musikverlag GmbH Berlin.

## Kritiken
In Wiens Neue Freie Presse hieß es: „Brillant … wie Joe May das scheinbare chaotische Tohuwabohu des Ballgetriebes meistert. Auch Adolf Lantz, der für das Drehbuch verantwortlich zeichnet … gebührt aller Respekt. Dennoch aber werden die stärksten Eindrücke, die sublimsten Genüsse, die dieser reizende Film bietet, durch die darstellerischen Leistungen vermittelt. (…) Nora Gregor vor allen erweist sich wiederum einmal als Gestalterin von höchster Meisterschaft. (…) Ueber alle Maßen komisch sind in zwei kleinen Episodenrollen Otto Wallburg und Jakob Tiedtke. Man lacht Tränen.“
Die Österreichische Film-Zeitung schrieb: „Besonders grandios sind die Aufnahmen aus dem Karnevalstreiben, in dem die ungemein wirkungsvoll gestaltete Handlung … ihren Ausgang nimmt. (…) Die Inszenierung des Films, der durch seinen romantisch-abenteuerlichen Einschlag besondere Wirkung ausübt, stellt einen neuen Regieerfolg Joe Mays dar.“
Auf Viennale.at ist zu lesen: „Joe Mays Regie hat hier ein seltsames, aber sehenswertes Konglomerat aus Konversationsstück und Experimentalfilm hervorgebracht: Die Inszenierung des Kostümballs zu Beginn, fotografiert mit geradezu anarchisch entfesselter Kamera, feiert die neueste Tonfilmtechnik gleichsam mit allen Mitteln, macht aber auch die hässlichen Seiten des ungezügelten kollektiven Begehrens sichtbar.“